# تاریخ تیمور شرقی

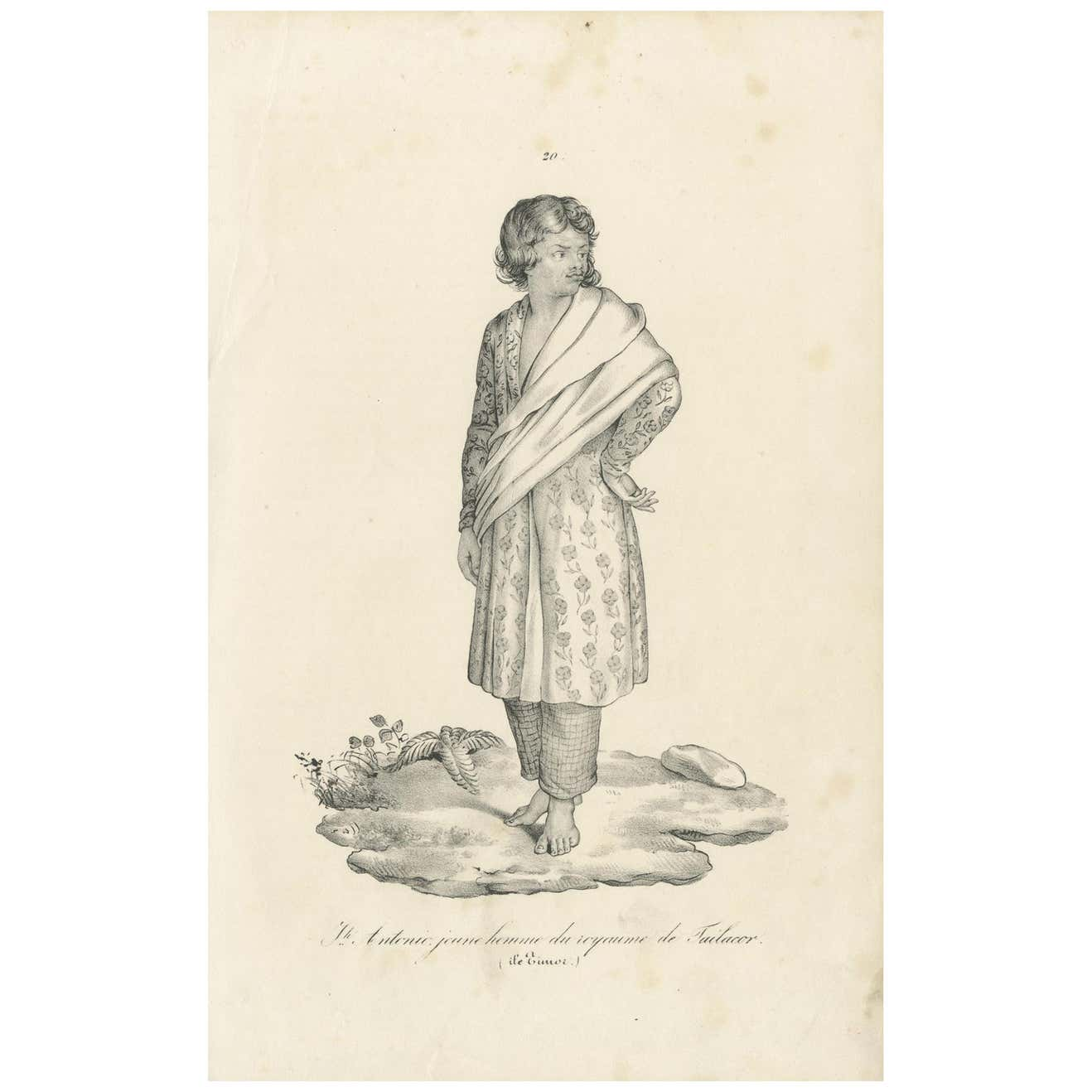
اهالی تیمور شرقی

تیمور شرقی کشوری در جنوب شرقی آسیا است که به‌طور رسمی با نام جمهوری دموکراتیک تیمور-لسته شناخته می‌شود. این کشور نیمه شرقی جزیره تیمور و جزایر مجاور آتاورو و ژاکو را شامل می‌شود. تصور می‌شود اولین ساکنان از فرزندان استرالوئید و ملانزیایی‌ها باشند. پرتغالی‌ها از اوایل قرن شانزدهم تجارت با تیمور را آغاز کردند و در تمام اواسط قرن آن را مستعمره کردند. درگیری با هلندی‌ها در منطقه سرانجام منجر به معاهده ای در سال ۱۸۵۹ شد که پرتغال نیمه غربی جزیره را به آن واگذار کرد. امپراتوری ژاپن در طول جنگ جهانی دوم تیمور شرقی را اشغال کرد، اما پرتغال پس از تسلیم ژاپنی‌ها قدرت استعمار را از سر گرفت.

## تاریخ پیش از استعمار
جزیره تیمور بعنوان بخشی از مناطق مهاجرت‌های انسانی که به‌طور کلی استرالیا را شکل داده‌است، آباد بود. از سال ۲۰۱۹، قدیمی‌ترین آثار سکونت انسان حدود ۴۳۰۰۰ تا ۴۴۰۰۰ سال قدمت در غار Laili در شهرداری Manatuto پیدا شده‌است. این شهرک نشینان اولیه مهارت‌های دریایی سطح بالایی داشتند و با در نظر گرفتن فناوری لازم برای عبور از اقیانوس‌ها برای رسیدن به استرالیا و سایر جزایر در حال صید و مصرف تعداد زیادی ماهی بزرگ در اعماق دریا مانند ماهی تن بودند. یکی از قدیمی‌ترین قلاب‌های ماهی‌گیری در جهان با قدمت بین ۱۶۰۰۰ تا ۲۳۰۰۰ سال در غار جریمالای حفاری شد. اعتقاد بر این است که بازماندگان حاصل از سه موج مهاجرت هنوز در این کشور زندگی می‌کنند. اولین مورد توسط مردم شناسان به عنوان افرادی از نوع Veddo - Australoid توصیف می‌شود.
سرانجام واپسین از موج کوچندگان بدین جزیره مردمانی از جنوب چین و هندوچین بودند. در آینده اهالی تیمور دیگر چونان اجدادشان از توانایی دریانوردی بهره‌مند نبودند.
در سدهٔ سیزدهم میلادی از تیمور در اثر چینی جو فان جی یاد شده، و قید شده که چوب صندل این جزیره شهره می‌باشد. در سدهٔ چهاردهم در اثر مدیحه‌سرایانهٔ ناگاراکرتاگاما مربوط به جاوه هم از تیمور به عنوان یک خراج‌گزار یاد شده‌است.

## تیمور پرتغال
این سرزمین در سده ۱۶ میلادی مستعمره پرتغال شد. در سال ۱۹۷۵ سرانجام این سرزمین استقلال خود را از پرتغال به دست آورد اما در همان سال اندونزی اشغال نمود. از نظر پرتغالی‌ها، تیمور شرقی تا اواخر قرن نوزدهم چیزی بیش از یک پست تجاری فراموش شده باقی مانده بود. سرمایه‌گذاری در زیرساخت‌ها، بهداشت و آموزش آن حداقل بود. این جزیره به عنوان راهی برای تبعید کسانی که در لیسبون آنها را «مشکل» می‌دانستند - شامل زندانیان سیاسی و همچنین مجرمان عادی بود. پرتغالی‌ها از طریق سیستم سنتی لیورایی (روسای محلی) حکومت می‌کردند. چوب صندل با صادرات قهوه در اواسط قرن نوزدهم به عنوان محصول اصلی صادراتی باقی ماند. در جاهایی که حکومت پرتغالی‌ها ادعا می‌شد، خشن و استثمارگرانه بود. در آغاز قرن بیستم، اقتصاد داخلی متزلزل باعث شد پرتغالی‌ها ثروت بیشتری از مستعمرات خود بگیرند.